# Obórki (Piaseczno)
Pour les articles homonymes, voir Obórki.
Obórki (prononciation : [ɔˈburki]) est un village polonais de la gmina de Konstancin-Jeziorna dans le powiat de Piaseczno de la voïvodie de Mazovie dans le centre-est de la Pologne.
Il se situe à environ 6 kilomètres au nord-est de Konstancin-Jeziorna (siège de la gmina), 12 kilomètres au nord-est de Piaseczno (siège du powiat) et à 16 kilomètres au sud-est de Varsovie (capitale de la Pologne).

## Histoire
De 1975 à 1998, le village appartenait administrativement à la voïvodie de Varsovie.